# Carachipampa

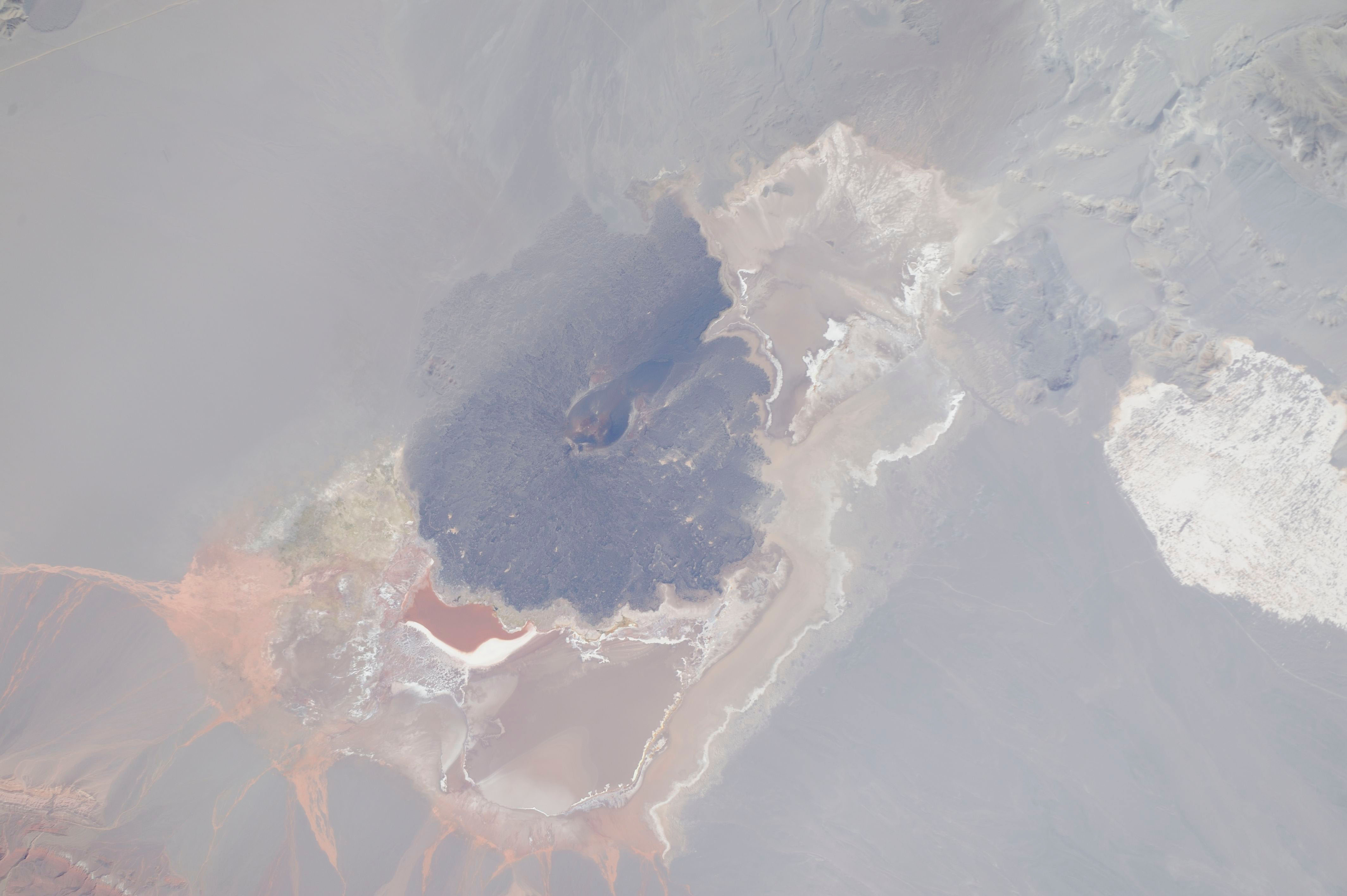
Ảnh vệ tinh của núi Carachipampa

Carachipampa là một ngọn núi lửa hình nón có từ Thế Pleistocen tại Argentina. Nó là một phần của một khu vực núi lửa rộng lớn hơn đã sản sinh ra các dòng nham thạch chủ yếu là andesit. Nó được bao quanh bởi một hồ nước và một chảo muối, trong đó tại hồ nước đã hình thành một hệ sinh thái do vi sinh vật tạo ra.

## Núi lửa
Carachipampa nằm ở tỉnh Catamarca thuộc miền tây bắc Argentina. Nó là một ngọn núi lửa hình nón màu đen với đỉnh nằm ở phía đông nam của vành miệng núi lửa, bao quanh là một vùng đất được sản sinh bởi nham thạch bắt nguồn từ phía tây bắc của ngọn núi. Phần phía đông nam của ngọn núi đã bị sụp. Đã có báo cáo về sự xuất hiện của các nón tro bị xói mòn và các vòm dung nham. Các dòng nham thạch đạt độ dày từ 2–6 mét (6 ft 7 in–19 ft 8 in) và dài 8 kilômét (5,0 mi), chủ yếu là andesit mafic tạo thành một dãy magma calci-kiềm. Các khoáng vật phenocryst chủ yếu là amphibol, pyroxen và olivin. Các mẫu đá từ núi lửa đã được phân tích.
Núi lửa đã phun trào cách đây 750.000 năm và là một phần của giai đoạn núi lửa thứ tư trong khu vực. Có một số trung tâm núi lửa mafic ở phía nam Puna, bao gồm khu vực Antofagasta de la Sierra ở phần phía bắc  Núi lửa Cerro Blanco ở phía tây nam đã phun trào ignimbrit che phủ địa hình phía tây nam Carachipampa và vẫn còn đang hoạt động. Địa chấn chiếu sóng đã xác định được một dị thường tốc độ thấp bên dưới Carachipampa, kết nối nó với một số núi lửa lân cận như Galán và Ojos del Salado. Nó được gọi là "Cơ thể mắc ma Cerro Galán", nằm ở phía bắc Carachipampa; núi lửa nằm trên đường ranh giới của nó. Có một đường đứt gãy lớn của vỏ Trái Đất có tên là "Carachipampa-Farallon Negro". Đã có bằng chứng về hoạt động tân kiến tạo tại Carachipampa.

## Khu vực xung quanh
Ngọn núi nằm ở trung tâm và là điểm thấp nhất của một đồng bằng rộng không có thực vật, rộng 149 nhân 64 kilômét (93 mi × 40 mi), đây là một trong những khu vực có độ cao thấp nhất ở Puna. Về phía tây, vượt qua một dãy đồi là lưu vực Incahuasi, ở phía đông có một ranh giới rõ nét với Campo de Piedra Pomez, với nhiều yardang (chỗ lồi địa hình) ăn sâu vào các lớp ignimbrit. Các lớp trầm tích đỏ từ Kỷ Permi và trầm tích Kỷ Paleogen lộ ra gần Carachipampa. Các dạng đá khác xung quanh đồng bằng Carachipampa có tuổi từ Đại Tân Nguyên Sinh đến Kỷ Devon. Lưu vực này được lấp đầy bởi các trầm tích đạt độ dày 700 mét (2.300 ft). Lưu vực này nổi bật với những đụn cát gió lớn (cao tới 1,5 mét (4 ft 11 in)), thường được hình thành bởi gió; chúng nằm ở phía tây nam Carachipampa trong một thung lũng chạy về phía Cerro Blanco. Gió đã loại bỏ các vật liệu mịn, chỉ để lại các vật liệu hạt trên đồng bằng và để lại trầm tích xói mòn trên các vùng đất ngập nước.

## Khí hậu và nước
Khu vực này có khí hậu lạnh và khô, vì dãy Andes ngăn chặn độ ẩm từ Đại Tây Dương thổi vào. Gió chủ yếu thổi từ phía tây bắc và có thể rất mạnh, điều này giải thích cho địa hình gió hình thành phổ biến ở Carachipampa. Các đặc điểm khác của khí hậu bao gồm bức xạ tử ngoại cao, sự dao động nhiệt độ lớn hàng ngày và hiện tượng khô hạn thường xuyên, khiến môi trường sống tương tự như điều kiện trên sao Hỏa.
Có hai nguồn nước lớn tại Carachipampa, chúng bao quanh núi lửa:
- Laguna Carachipampa bao phủ một diện tích 0,079 kilômét vuông (0,031 dặm vuông Anh). Nằm ở độ cao 2.915 mét (9.564 ft)[30] hoặc 3.018 mét (9.902 ft),[31] nó là hồ siêu mặn[32] và nước giàu chloride và sulfat,[33] aragonit lắng đọng.[34] Nước hồ chủ yếu có tuổi thọ hơn 60 năm.[35] Hồ được bao quanh bởi các hồ nước nhiệt dịch,[36] tất cả hồ[36] đều có hệ sinh thái vi sinh vật tương tự như nhiều hồ khác ở Puna,[37] và chúng đã được so sánh với các môi trường cổ xưa trong miệng núi lửa Jezero trên sao Hỏa.[38] Các vi sinh vật sản sinh thảm vi sinh vật, oncolit[b] và stromatolit,[40] chủ yếu gồm các carbonat[31] aragonit và dolomit.[38] Chúng kéo dọc dài khoảng 2 kilômét (1,2 mi) của hồ, đôi khi hình thành các lớp phẳng.[36] Một số vi sinh vật có từ Thế Holocen.[41] Các loài chim hồng hạc sinh sản tại Laguna Carachipampa;[42] các loài chim khác tụ họp ở Carachipampa bao gồm ngỗng Andes[43] và choi choi Puna.[44]
- Salar Carachipampa là một chảo muối nằm ở phía nam-đông nam của ngọn núi.[45] Nó có diện tích 50 kilômét vuông (19 dặm vuông Anh)[46] và đôi khi ngập nước, hình thành một hồ nước tạm thời.[2] Nó được bao phủ một phần bởi các trầm tích do gió mang đến[47] và được bao quanh bởi các quạt bồi tụ.[38] Một núi lửa nhỏ hơn nằm ở phía nam của chảo muối.[48]

Có một số dòng nước, nhiều dòng trong số đó chỉ là tạm thời, chúng chảy tụ vào các nguồn nước của Carachipampa. Các nguồn này bao gồm các con sông Pirica và Colorado và suối ở El Peñón. Ít nhất một con suối cung cấp nước cho một nguồn nước lớn hơn. Sông Pirica và Colorado nhờ đó có thể chảy đến Carachipampa. Các vùng đất ngập nước chủ yếu nằm ở phía bắc Carachipampa và phủ một diện tích khoảng 0,361 kilômét vuông (0,139 dặm vuông Anh).
Trong quá khứ có khả năng lưu vực này đã kéo dài đến Fiambalá, trước khi nó bị tách ra bởi hoạt động núi lửa. Sau đó, hoạt động của các núi lửa Antofagasta de la Sierra ở xa hơn về phía bắc đã không còn nguồn nước cung cấp từ phía bắc mặc dù có khả năng nước vẫn chảy ngầm từ Antofagasta đến Carachipampa. Cho đến 1905 năm trước, khí hậu ẩm hơn và một thềm đất cao đã hình thành tại Laguna Carachipampa. Các vùng đất ngập nước và môi trường bãi biển đã phát triển từ khoảng 644 năm trước.

## Sử dụng bởi con người
Thị trấn El Peñón nằm ở phía đông Carachipampa, và núi lửa lẫn hồ là một điểm đến du lịch. Quốc lộ 53 từ Belen đến Antofagasta de la Sierra, Catamarca đi qua Carachipampa. Không có bằng chứng về nông nghiệp hoặc các địa điểm khảo cổ quanh Carachipampa, nhưng người dân Peñón đã sử dụng các vùng đất ngập nước làm đồng cỏ. Vào năm 1978, đã có một khu cư trú được gọi là Carachi Pampa. Bolivia đã từng tuyên bố quyền sở hữu phía nam vùng Puna bao gồm Carachipampa trong tranh chấp Puna de Atacama đầu thế kỷ 20.
Vì các điều kiện môi trường cực kỳ khắc nghiệt, Carachipampa đã được sử dụng như một mô hình sao Hỏa trên Trái Đất. Alum và muối đã được khai thác từ Carachipampa và hiện tại công ty Lake Resources sở hữu quyền một dự án khai thác lithium tại Carachipampa. Tên gọi có thể tham chiếu đến từ pampa nghĩa là "đồng bằng" trong tiếng Quechua; một phần gốc từ đầu tiên có thể là một tham chiếu đến kachi nghĩa là "muối", hoặc kachina, là một loại đất trắng, hoặc qáranpampa nghĩa là "cánh đồng hoang".